# دهوراجی
دهوراجی (به انگلیسی: Dhoraji) یک زیستگاه انسانی و شهر در هند است که در ناحیه راجکوت واقع شده‌است.

## خصوصیات
دهوراجی ۱۱۰٬۲۱۵ نفر جمعیت دارد و ۷۳ متر بالاتر از سطح دریا واقع شده‌است.